# Campeonato Paulista de Basquete Masculino de 2020
O Campeonato Paulista de Basquete Masculino de 2020 foi a septuagésima oitava edição desta competição organizada pela Federação Paulista de Basketball (FPB).
Originalmente, a edição seria disputada por onze equipes divididas na fase inicial em dois grupos. No entanto, o São José desistiu da competição e a FPB excluiu o Unifae por descumprir com o prazo de entrega dos documentos. Apesar disso, as saídas das equipes não interferiram no regulamento da fase inicial — os grupos tiveram o número de integrantes reduzido. Por conseguinte, Bauru, Franca, Liga Sorocabana e Mogi das Cruzes se classificaram antes mesmo do início da competição.
Envolvida no contexto da pandemia de COVID-19, a competição seguiu protocolos de segurança, incluindo a ausência de público nos ginásios e a realização de exames nos jogadores e demais profissionais envolvidos.

## Antecedentes
Envolvida no contexto da pandemia de COVID-19, a edição precisou de adaptação e gastos inicialmente não planejados. Em maio, a Federação Paulista de Basketball (FPB) divulgou um protocolo de segurança que previa a presença de público à 30% da capacidade do ginásio. Já os assentos deveriam ter marcações indicando uma distância não especificada. Além dos jogadores, árbitros e demais envolvidos na partida usarem máscaras. Apesar disso, um novo protocolo foi elaborado em conjunto com outras federações do estado, incluindo as de vôlei, futsal e handebol. Este protocolo foi aceito pelo Centro de Contingência ao Covid-19 no mês de agosto. O campeonato foi iniciado sem a presença de público. Segundo o contribuinte do Estado de S. Paulo, Marcius Azevedo, os clubes não receberam subsídios da Federação Paulista, responsabilizando pelos gastos dos exames.

## Participantes e regulamento
Originalmente, a edição deveria ter sido disputada por onze equipes. Bauru, Corinthians, Franca, Liga Sorocabana, Mogi das Cruzes, Osasco, Paulistano, Pinheiros, São José, São Paulo e Unifae confirmaram suas participações. O São José, no entanto, não conseguiu reunir condições financeiras para disputar a temporada 20-21 do basquete e retirou sua participação. Na véspera do campeonato, a Federação Paulista confirmou a exclusão do Unifae através dum comunicado oficial em 1.º de outubro. Segundo a entidade organizadora, a equipe não cumpriu com o prazo de entregas de documentos. Sendo assim, a edição foi disputada pelas demais nove equipes mencionadas.
O regulamento, por sua vez, dividiu as agremiações em dois grupos, nos quais os integrantes enfrentaram os rivais do próprio grupo em turno único. Conforme a exclusão do Unifae, o primeiro grupo ficou com quatro equipes ao invés de cinco — como havia sido inicialmente planejado. Apesar disso, a composição foi mantida e as demais equipes do primeiro grupo se classificaram automaticamente para a segunda fase. No término da fase inicial, oito equipes — as quatro melhores de cada grupo — classificaram-se. Posteriormente, elas integraram dois quadrangulares sediados e disputados em turno único, classificando as duas melhores de cada quadrangular. O cruzamento olímpico foi adotado para definir as semifinais, compostas dum único jogo — os vencedores disputaram a decisão, enquanto os perdedores protagonizaram o confronto pela terceira posição.

## Resumo
No dia 1.º de outubro, Bauru e Franca protagonizaram a estreia do campeonato numa equilibrada partida realizada no ginásio Panela de Pressão, na qual o mandante saiu vitorioso por cinco pontos. Em contrapartida, o triunfo do Mogi das Cruzes sobre a Liga Sorocabana apresentou um placar mais defasado, com 29 pontos de diferença. Já o Osasco precisou da prorrogação para derrotar o Corinthians. No término da primeira rodada, o São Paulo triunfou sobre o Pinheiros. No primeiro grupo, a Liga Sorocabana perdeu as outras duas partidas por placares elásticos: 36 pontos de desvantagem contra a Franca e trinta contra o Bauru. Este último, por sua vez, garantiu a liderança com uma vitória sobre o Mogi das Cruzes. Por fim, Franca venceu o mesmo adversário para assegurar a segunda posição. Já no segundo grupo, o Paulistano estreou na competição com uma vitória sobre o São Paulo. A equipe prosseguiu vencendo Corinthians e Osasco, garantindo a classificação na liderança do grupo. O São Paulo se recuperou do revés derrotando os mesmos adversários, incluindo o rival Corinthians com placares centenários. A última partida da fase inicial foi vencida pelo Pinheiros e o resultado fez com que a equipe ultrapasse Corinthians e Osasco, garantindo o seu prosseguimento na competição. Já os dois últimos mencionados terminaram empatados na classificação. O Osasco, no entanto, classificou-se por ter vencido o confronto direto contra o adversário.
A classificação da fase anterior determinou a sede dos dois quadrangulares. O primeiro foi disputado entre 30 de outubro e 1.º de novembro no ginásio Panela de Pressão. Bauru e Franca se classificaram vencendo seus dois primeiros jogos. Na última rodada, o Bauru venceu o confronto direto pela liderança. Na partida de definição de colocação, o Pinheiros venceu Osasco e terminou na terceira posição. O segundo quadrangular, por sua vez, foi sediado no ginásio Antônio Prado Júnior. O líder deste foi o São Paulo, que venceu as três partidas. Na segunda posição, o Paulistano também garantiu a classificação. No término, o Mogi das Cruzes derrotou a Liga Sorocabana. Nos cruzamentos da semifinais o São Paulo enfrentou o Franca e o Bauru encarou o Paulistano. Na primeira semifinal, o Franca superou o São Paulo, por 100 a 92. Em seguida, o Paulistano derrotou o Bauru, por 84 a 70. Assim, Franca e Paulistano fizeram a terceira final estadual em um período de quatro anos. Na grande decisão, o Franca dominou o jogo e venceu por 70 a 54, conquistando o terceiro título paulista consecutivo e o 14º no total, empatando com o Corinthians como maior vencedor da competição.

## Resultados

### Fase final
|  | Semifinais | Semifinais |    |  | Final  | Final |  |
|  |            |            |    |  |        |       |  |
|  | 7 nov      |            |    |  |        |       |  |
|  | Bauru      | 70         |    |  |        |       |  |
|  | Paulistano | 84         |    |  |        |       |  |
|  |            |            |    |  |        |       |  |
|  |            |            |    |  | 10 nov |       |  |
|  |            |            |    |  | Franca | 70    |  |
|  |            | Paulistano | 54 |  |        |       |  |
|  |            |            |    |  |        |       |  |
|  |            |            |    |  |        |       |  |
|  |            |            |    |  |        |       |  |
|  | 7 nov      |            |    |  |        |       |  |
|  | São Paulo  | 92         |    |  |        |       |  |
|  | Franca     | 100        |    |  |        |       |  |

- Em itálico, a equipe na condição de mandante. Em negrito, a equipe vencedora do confronto.

| Campeonato Paulista de Basquete Masculino 2020 |
| ---------------------------------------------- |
| Franca Campeão (14° título Paulista)           |

## Classificação final
| Pos.                       | Equipe          |
| -------------------------- | --------------- |
| 1.º                        | Franca          |
| 2.º                        | Paulistano      |
| Eliminados na semifinal    |                 |
| 3.º                        | São Paulo       |
| 4.º                        | Bauru           |
| Eliminados na segunda fase |                 |
| 5.º                        | Mogi das Cruzes |
| 6.º                        | Pinheiros       |
| 7.º                        | Osasco          |
| 8.º                        | Liga Sorocabana |
| Eliminado na primeira fase |                 |
| 9.º                        | Corinthians     |